# Alan Henderson
Alan Henderson (Belfast, 26 oktober 1944 – Big Lake (Minnesota), 9 april 2017) was een rockmuzikant uit Noord-Ierland.

## Biografie
Rond 1960 probeerde Henderson zijn geluk in de popmuziek als gitarist en bassist. Hij werd in 1962 lid van een in Belfast opererende band 'The Gamblers', waarin ook gitarist Billy Harrison en drummer Ronnie Millings speelden. Omdat Harrison al gitaar speelde, werd Henderson de basgitaar toebedeeld. Korte tijd later werd het trio uitgebreid met toetsenist Eric Wrixon.
De band speelde vooral Amerikaanse rock-'n-roll en rhythm-and-blues. Een echte zanger ontbrak en dat leidde tot het toetreden van Van Morrison, die de nieuwe frontman van the Gamblers werd. De groepsnaam leidde echter tot verwarring. Ook in Engeland bestond een band the Gamblers, die als begeleidingsgroep van Billy Fury meer bekendheid had dan het kwintet uit Belfast. De groep veranderde zijn naam in Them en probeerde zijn geluk in Londen.
Daar kreeg Them snel succes. Er waren echter ook veel problemen tussen de leden onderling. Henderson bleef echter te midden van de talrijke personeelswisselingen op zijn plek. Hij was ook vrijwel de enige instrumentalist van de band die consequent op de platen te horen is. Hoewel live-opnamen van Them bewijzen dat de groep wel degelijk muziek kon maken, werden de instrumentale bijdragen in de studio vaak door sessiemuzikanten verzorgd.
Na het vertrek van Morrison in 1966 bleef Henderson Them trouw. De band vertrok naar de Verenigde Staten, maakte daar een aantal albums, maar kon nooit meer de successen van weleer evenaren. Rond 1975 probeerde hij het in Noord-Ierland met een nieuwe reïncarnatie van Them: Them, Belfast Blues Band. Hij wist oud-Themleden Billy Harrison, Eric Bell en Eric Wrixon mee te krijgen en er werd een LP opgenomen. Nog voor de band op tournee kon, verliet Harrison de groep al met ruzie. Zijn plaats werd ingenomen door Jim Armstrong, waarna het gezelschap een kleine tien jaar in verschillende bezettingen bleef optreden.
In de jaren tachtig trok Alan Henderson zich uit de muziekwereld terug. Hij overleed in 2017 op 72-jarige leeftijd in zijn woning in Big Lake in de staat Minnesota in de Verenigde Staten.